# Церковна геральдика
Церковна геральдика стосується використання геральдики в межах християнської церкви для єпархій та християнського духовенства. Спочатку використовуючись для позначення документів, церковна геральдика розвивалася як система ідентифікації людей та єпархій. Вона найбільш формалізована в католицькій церкві, де більшість єпископів, включаючи Папу, мають персональний герб.
Церковна геральдика особливо відрізняється від звичайної у використанні спеціальних знаків навколо щита для позначення чину в церкві чи конфесії. Найвизначніша з цих знаків — низько увінчаний, широко обшитий церковний капелюх, зазвичай римська галеро. Колір та орнамент цієї шапки вказують на ранг. Кардинали славляться «червоною шапочкою», тоді як інші представники духовенства мають інші характерні кольори капелюха, наприклад чорний для священиків і зелений для єпископів, як правило, з визначеною кількістю китиць, що збільшується з чином.

## Історія
Церковна геральдика з'явилася в Європі в XIII столітті. Це було пов'язано з обов'язковим використанням єпископами печаток. Спочатку на печатках зображувалися святі і єпископи, але потім стали використовуватися символи — митри, хрести, посохи. У XVII ст. відбувається систематизація символів - наприклад, П'єр Палліо склав ієрархію капелюхів, що зображались на гербах кліриків різного сану. В даний час геральдика найбільш поширена в Римо-католицькій церкви, де практично всі єпископи мають герби, в меншій мірі — у англікан, лютеран, греко-католиків і православних. З 1969 року Annuario Pontificio публікує герби всіх членів римської курії. У XX столітті на ниві церковній геральдики відзначився апостольський нунцій Бруно Хайм, автор чотирьох папських гербів і п'яти книг.

## Основні символи

Герб Йосифа Сліпого

- Галеро. Капелюх є найважливішою деталлю гербів католицьких священнослужителів. Він походить від головного убору середньовічних паломників. Кольори галер і кількість кистей строго регламентовані і залежать від сану та посади. Також капелюхи зображуються на гербах протестантських і (рідко) православних священнослужителів.
- Хрест. Хрест пов'язується із земною смертю Ісуса Христа. У гербах католицьких єпископів використовується латинський (четвероконечний) хрест, архієпископів і патріархів — патріарший, кардиналів — лотаринзький. Папський Хрест на гербі не зображується.
- Митра і паллій — елементи облачення. У 1969 році католикам було заборонено використовувати митру на особистих гербах, і з тих пір її можна знайти тільки на гербах єпархій. Виняток становлять герби Бенедикта XVI (там же можна бачити і паллій), Франциска та Лева XIV, на яких митра замінила папську тіару.
- Посох — символ пастирства. У 1969 році католицьким єпископам заборонили зображати на гербах посох, оскільки він нагадує хрест.
- Папська тіара — символ влади понтифіка. Використовувалася в папському гербі до Бенедикта XVI.
- Ключ — зображується на гербах римського папи і камерленга.
- Бірет — головний убір.
- Розарій — вид чоток. Використовуються і в світській геральдиці.
- Терновий вінець — вінок, надітий на Ісуса перед стратою. Використовується і у світській геральдиці.
- Меч. Зазвичай використовується на гербах єпархій, де єпископ раніше володів світською владою.

## Католицька геральдика

### Папи

Герб Папи до Бенедикта XVI.
Сучасний папський герб.

### Кардинали

Герб кардинала-камерленго.
Герб кардинала-митрополита (з архієпископським хрестом).
Герб кардинала, що не митрополита, (з архієпископським хрестом).
Герб кардинала, не в гідності архієпископа.
Герб кардинала-великого магістра Ордена Святого Гробу Господнього Єрусалимського.
Герб кардинала-патрона  Мальтійського ордена.
Герб кардинала, що не рукоположеного в сан єпископа.

### Єпископи

Герб римо-католицького патріарха (без рангу кардинала).
Герб примаса (без рангу кардинала).
Герб римо-католицького митрополита (на гербі присутній  паллій).
Герб архієпископа (на гербі відсутній паллій).
Герб єпископа.
Герб територіального абата.

### Монсеньйори

Герб Апостольського протонотарій.
Герб Почесного прелата Його Святості.
Герб Капелана Його Святості.

### Священники і ченці

Герб генерального абата (генерального настоятеля).
Герб абата.
Герб  абатиси.
Герб головного настоятеля або генерального вікарія.
Герб капелана.
Герб каноніка (священика).
Герб декана.
Герб військового капелана.
Герб римо-католицького священика.
Герб римо-католицького диякона.